# 1973年アフガニスタンのクーデター
1973年アフガニスタンのクーデターは、1973年7月17日、陸軍大将で王子のモハメド・ダウド・カーンが従兄弟のモハメド・ザヒール・シャー国王に対して起こしたクーデターで、ダウド・カーン率いる一党独裁体制のアフガニスタン共和国が成立した。クーデターでは、国王がイタリアのイスキアで療養している間に、ダウド・カーンは当時の参謀長アブドゥル・カリム・ムスタグニ将軍とともにカブールで軍を率いて王政を転覆させた。ダウド・カーンは、空軍大佐アブドゥル・カディールを含むPDPAのパルチャム派の陸軍将校と公務員によって支援された。
ザヒール・シャー国王は報復をしないことを決め、8月24日に正式に退位し、イタリアに亡命した。1747年のドゥッラーニー帝国の建国以来、2世紀以上続いた王室支配は、このクーデターで幕を閉じた。
当時、アメリカ国家安全保障会議のスタッフが「よく計画され、迅速に実行されたクーデター」と評したこの事件で、警察官7人と戦車隊長1人が死亡した。

## 背景
1933年からザヒール・シャーが国王として統治し、1953年から1963年まで従兄弟のダウド・カーン王子が首相を務めていた。ダウド・カーンは国王との関係がぎくしゃくしており、1964年の憲法改正でバーラクザイ家の人々が政治家になれないようになったこともあり、国王が意図的にそうさせたという説もある。国王は、ダウド・カーンの強い親パシュトゥーニスタン派を過激とみなし、パキスタンとの政治的対立を招いたため、意図的にこのような行動をとったという説もある。
ダウド・カーンは、1964年の議会制民主主義成立以来、5代にわたる政府の改革の失敗に対する国民の不満が高まる中、国会で可決された政党法、州議会法、自治体議会法を国王が公布しなかったことを契機に、このような改革を断行した。また、1971年から1972年にかけて、ゴル県を中心とした中西部で数千人の死者を出したとされる飢饉への対応が悪く、アブドゥル・ザヒール首相が辞任する事態になったことも理由の一つであった。1972年頃、国会の非力さや指導力不足に不満を持った人々が、大学で様々な政治運動を活発化させるようになった。また、国王との内紛もクーデター決行の一因とされる。
一部の学者や歴史家は、証拠は弱いが、クーデターにソ連が関与した可能性を示唆している. 

## クーデター
ザヒール・シャー国王は、1973年6月25日の朝、目を負傷し、出血の治療のためローマを経由してアフガニスタンを離れ、ロンドンに向かった。治療後、イタリアに戻り、イスキア島で過ごした。7月17日朝、モハメッド・ダウド・カーンは軍隊から数百人の支持者を集めてクーデターを起こした。武力抵抗もなく、数時間で王政は終わり、カーンは朝7時にラジオ・アフガニスタンで新共和国を発表した。米国の国家安全保障会議のスタッフは、「よく計画され、迅速に実行されたクーデター」と評した。
唯一の死傷者は、反乱軍を敵対勢力と間違えた駅の7人の警察官でした。バスとの衝突を避けようとして道路から外れ、カブール川で溺死した戦車長。 

## 影響
ムサヒバン・バラクザイ朝の一員でありながら、ダウド・カーンは王政を廃止し、代わりに新しい共和制を作り、自らが国家元首、政府首脳、外相、軍首脳であることを宣言した。カブールのロイヤル・アーグ（宮殿）は大統領の公邸となった。ラジオ演説では、クーデターを「国家的かつ進歩的な革命」と呼び、国王の支配を「腐敗し、女々しい」とし、「真の民主主義」に置き換えることを誓った。彼は、アフガニスタンの長年の中立政策の継続を約束した。ソ連とインドは7月19日、新政府を外交的に承認した。
ダウド・カーンはマルクス主義と結びついており、またパルチャム派の支持を受けていたことから、共産主義者による買収ではないかとの見方もあった。1973年7月に制定された共和国令に示されるように、彼は反対を防ぐために宗教的、文化的遺産の継続を保証した。政権を握ると、議会と司法を解体し、行政の直接統治を確立した。社会主義者でありながら、冷戦時代の超大国との関係を維持し、経済体制に大きな変化をもたらさなかった。
1977年1月の憲法制定議会選挙を経てロヤジルガが召集され、国家元首に強い権限を持たせた大統領制一党独裁の新憲法が承認された。ダオードはアメリカやパキスタンに再接近し、ソ連やPDPA共産主義者との関係を悪化させる要因となった。結局、1978年のサウル革命で打倒され、1973年の政権獲得に貢献した文官・軍人の高官らも殺害された。